# 魚香茄子

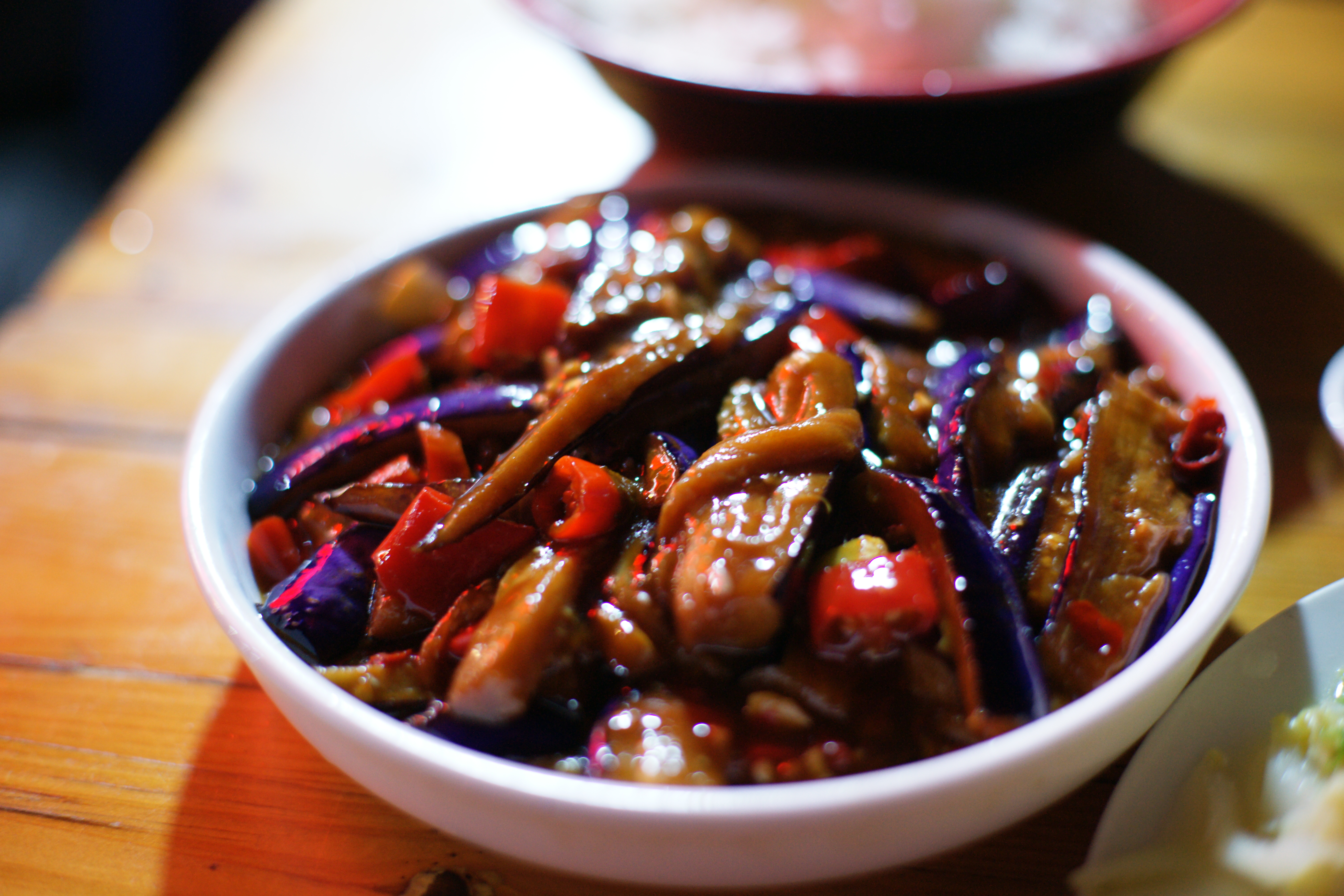
傳統魚香茄子（不含鱼类成分）

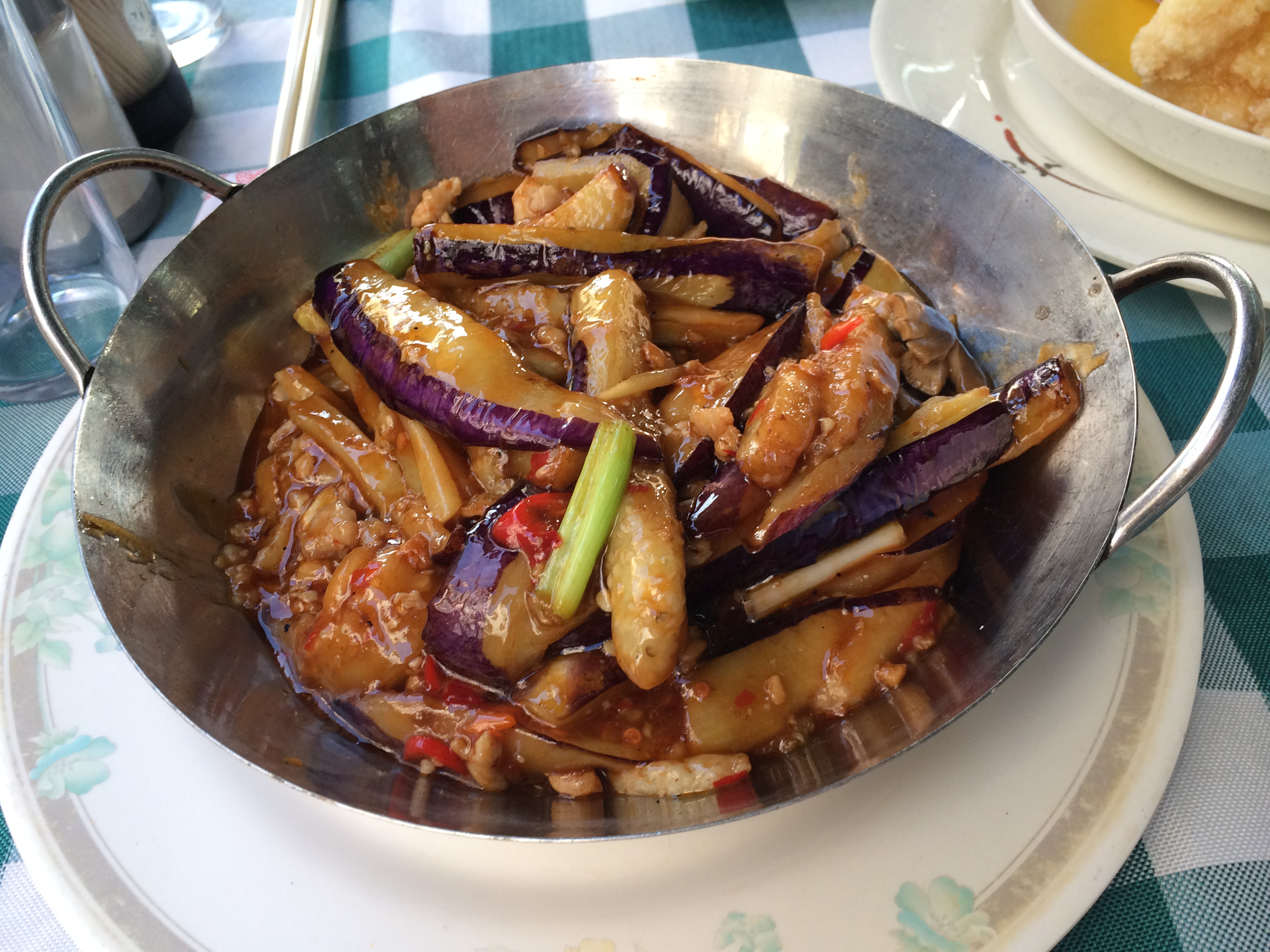
港式魚香茄子（含有鱼类成分）

鱼香茄子是一道常見川菜。魚香是川菜主要傳統味型之一。成菜具有魚香味，但其味並不来自魚，而是泡红辣椒、葱、薑、蒜、糖、鹽、醬油等調味品調製而成。此法源出於四川民間獨具特色的烹魚調味方法，而今已廣泛用於川味的熟菜中，具有鹹、酸、甜、辣、香、鲜和濃郁的葱、薑、蒜味的特色。

## 港式變種
傳統的「魚香」是指川菜的一種味型，故此魚香茄子如同魚香肉絲，實際沒有魚類的成分。然而，香港的魚香茄子，常會加入切碎的鹹魚，因此香港式的魚香茄子不同於四川的魚香茄子，常以鹹魚突出魚香茄子當中的「魚香」，而這相信是和早年的香港廚師雖然知道有魚香茄子這道菜，但不清楚怎樣煮，以為菜名有「魚香」二字代表材料需要有魚，而從前是漁港的香港很容易買得鹹魚，於是在食材中加入鹹魚碎來創作「魚香」的味道，從而產生香港版的魚香茄子。因為港式魚香茄子加了鹹魚碎，所以鹹香惹味，很適合與白飯同吃，有時更會使用砂鍋加熱及上桌作為煲仔菜，至今很多香港人甚至認為魚香茄子如沒有鹹魚便不算有「魚香」。